# Liste der Hochhäuser in Connecticut
In der Liste der Hochhäuser in Connecticut werden die Hochhäuser im US-Bundesstaat Connecticut ab einer strukturellen Höhe von 100 Metern aufgezählt. Das bedeutet die Höhe bis zum höchsten Punkt des Gebäudes ohne Antenne.

## Auflistung der Hochhäuser nach Höhe
| Nr. | Name                         | Stadt     | Höhe                          | Etagen | Baujahr ! |
| --- | ---------------------------- | --------- | ----------------------------- | ------ | --------- |
| 1.  | City Place I                 | Hartford  | 163,7 m                       | 38     | 1980      |
| 2.  | Travelers Tower              | Hartford  | 160,6 m (Höhe bis zur Spitze) | 26     | 1919      |
| 3.  | Goodwin Square               | Hartford  | 159,1 m (Höhe bis zur Spitze) | 30     | 1990      |
| 4.  | Mohegan Sun Resort           | Montville | 148,4 m                       | 34     | 2002      |
| 5.  | Hartford 21                  | Hartford  | 134,1 m                       | 36     | 2006      |
| 6.  | Connecticut Financial Center | New Haven | 116,7 m                       | 26     | 1993      |
| 7.  | One Commercial Plaza         | Hartford  | 111 m                         | 27     | 1984      |
| 8.  | Fleet Bank Building          | Hartford  | 109,7 m                       | 26     | 1966      |
| 9.  | Trump Parc Stamford          | Stamford  | 106,7 m                       | 34     | 2009      |
| 10. | One Financial Plaza          | Hartford  | 102,1 m                       | 26     | 1975      |